# San Agustín Atenango
San Agustín Atenango är en kommun i Mexiko.   Den ligger i delstaten Oaxaca, i den sydöstra delen av landet, 240 km sydost om huvudstaden Mexico City.
Följande samhällen finns i San Agustín Atenango:
- San Francisco Paxtlahuaca